# Rejchartice
Rejchartice (Reigersdorf in tedesco) è un comune della Repubblica Ceca facente parte del distretto di Šumperk, nella regione di Olomouc.